# IC 4851
IC 4851 је спирална галаксија у сазвјежђу Паун која се налази на листи објеката дубоког неба у Индекс каталогу.
Деклинација објекта је - 57° 40' 15" а ректасцензија 19h 25m 29,4s. Привидна величина (магнитуда) објекта IC 4851 износи 13,4 а фотографска магнитуда 14,2. IC 4851 је још познат и под ознакама ESO 142-3, PGC 63189.